# کومو چالا
کومو چالا (به لاتین: Kvemo Chala) یک روستا در گرجستان است که در شهرداری کاسپی واقع شده‌است. کومو چالا ۱٬۰۷۵ نفر جمعیت دارد و ۶۸۰ متر بالاتر از سطح دریا واقع شده‌است.